# 김선 (후한)
김선(金旋, ? ~ 209년)은 중국 후한 말의 관료로 자는 원기(元機)이며 사례 경조윤 사람이다. 전한의 거기장군 김일제의 후손이다.

## 행적
건안 14년(209년) 유비가 표를 올려 유기를 형주자사로 삼고 형주 남쪽의 4군(장사, 무릉, 영릉, 계양)을 정벌하자, 당시 무릉태수로 있다가 유비에게 항복했다.
배송지가 주석으로 인용한 《삼보결록주》의 기록은 본전과 대치되는 부분이 있다. 그에 따르면, 황문랑, 한양태수, 의랑을 역임했다. 중랑장이 되고 무릉태수를 겸임했는데, 유비의 공격을 받아 죽었다.
아들 김의는 조조에 대항하여 경기·위황 등과 함께 쿠데타를 일으켰다가 주살되었다.

## 《삼국지연의》에서의 김선
《삼국지연의》에서 등장하는 김선은 유비에게 대항하여 항전하다가, 부하인 공지(鞏志)에게 살해되었다고 나온다. 김선이 유비와 항쟁할 뜻을 비추자, 공지는 유비에게 항복할 것을 간언한다. 김선은 공지의 주장을 배신행위로 간주하여 모욕을 주고 방안에 가둔다. 공지는 김선에게 앙심을 품어 김선을 죽이고, 성문을 열어 유비에게 투항한다. 역사 기록에서는 공지에 대한 기록이 없다.

## 같이 보기
- 김일제
- 김위